# Conteville (Eure)
Conteville is een gemeente in het Franse departement Eure (regio Normandië). De plaats maakt deel uit van het arrondissement Bernay. Conteville telde op 1 januari 2022 1.032 inwoners.

## Geografie
De oppervlakte van Conteville bedroeg op 1 januari 2022 10,68 vierkante kilometer; de bevolkingsdichtheid was toen 96,6 inwoners per km².

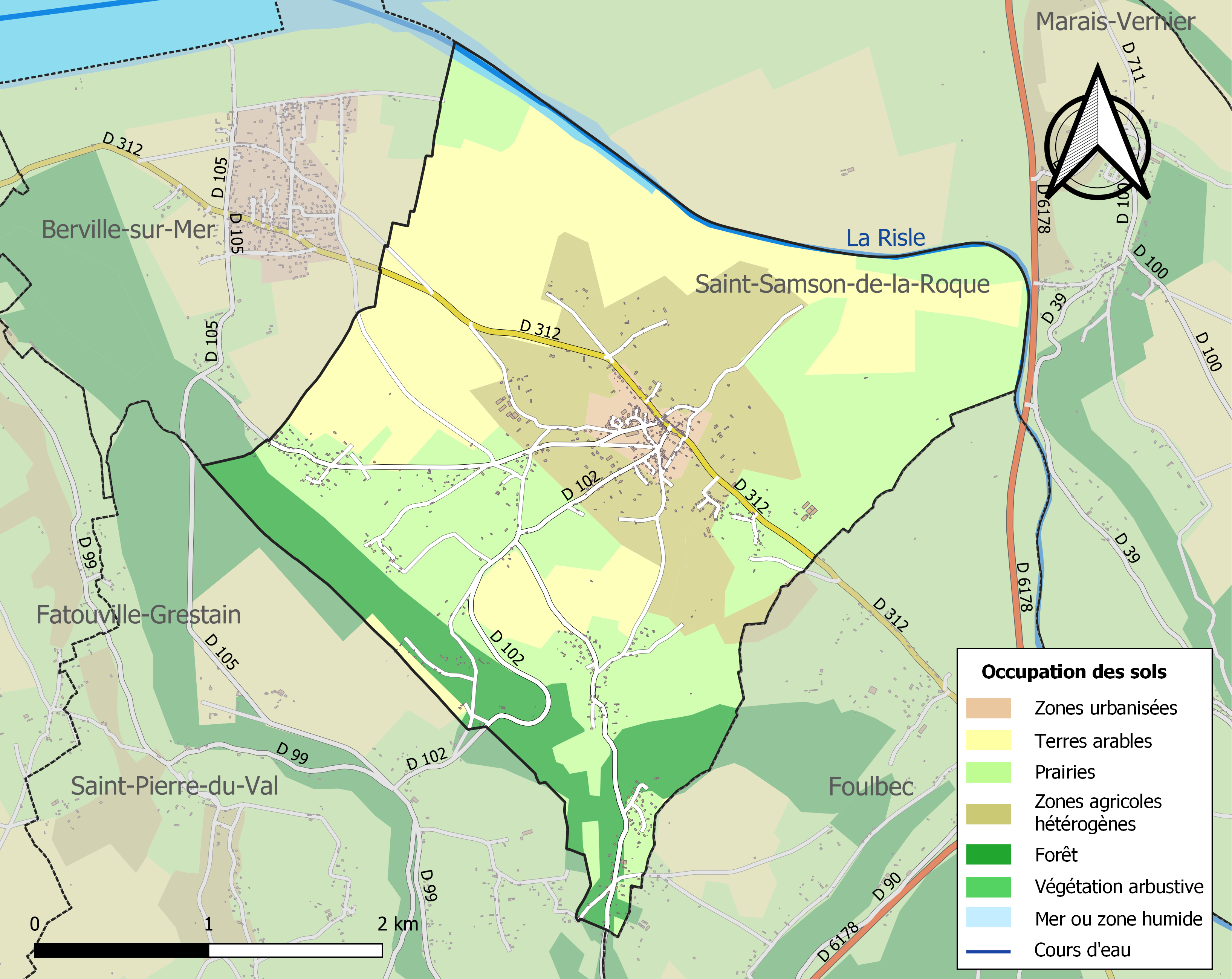
Kaart van de gemeente met belangrijkste infrastructuur, bodemgebruik en omliggende gemeenten

## Demografie
Onderstaande figuur toont het verloop van het inwonertal (bron: INSEE-tellingen).